# ماس هیل (تگزاس)
ماس هیل، تگزاس(به انگلیسی: Moss Hill, Texas) شهری در ایالت تگزاس از ایالات جنوبی ایالات متحده آمریکا است.